# حادثه کیوجو
حادثه کیوجو (به ژاپنی: 宮城事件, Kyūjō Jiken)، یک کودتای نظامی در امپراتوری ژاپن در پایان جنگ جهانی دوم در آسیا بود. این اتفاق در شب ۱۴–۱۵ اوت ۱۹۴۵، درست قبل از اعلام خبر تسلیم ژاپن به متفقین جنگ جهانی دوم رخ داد.